# Calhoun megye (Michigan)
Calhoun megye az Amerikai Egyesült Államokban, azon belül Michigan államban található. Megyeszékhelye Marshall, legnagyobb városa Battle Creek. Lakosainak száma 134 310 fő (2020. április 1.).

## Szomszédos megyék
- Eaton megye
- Branch megye
- Jackson megye
- Hillsdale megye
- Saint Joseph megye
- Kalamazoo megye
- Barry megye

## Népesség
A megye népességének változása:
| Lakosok száma | 136 008 | 135 400 | 134 949 | 135 012 | 134 314 | 134 310 |
|               | 2010    | 2011    | 2012    | 2013    | 2015    | 2020    |